# Dezső Bánffy
Dezső Bánffy, född 28 oktober 1843 i Cluj-Napoca, död 24 maj 1911 i Budapest, var en ungersk baron och politiker.
Bánffy var landshövding (föispan) i olika ungerska provinser 1875-1892, och i den egenskapen ledamot av magnatskammaren, och 1892-1899 samt 1904-1911 ledamot av representantkammaren. 1892-1895 var han talman i representantkammaren. Bánffy var Ungerns ministerpresident och inrikesminister från 1895 till 1899, samt ungersk överhovmästare 1899-1904. Bánffy framträdde särskilt som förfäktare av den liberala kyrkopolitiken gentemot den katolska opinionen och som representant för de längst gående ungersk-magyariska nationalitetskraven.